# Bembidion affine
Bembidion affine är en skalbaggsart som beskrevs av Thomas Say 1823. Bembidion affine ingår i släktet Bembidion och familjen jordlöpare. Inga underarter finns listade i Catalogue of Life.